# Bastoña

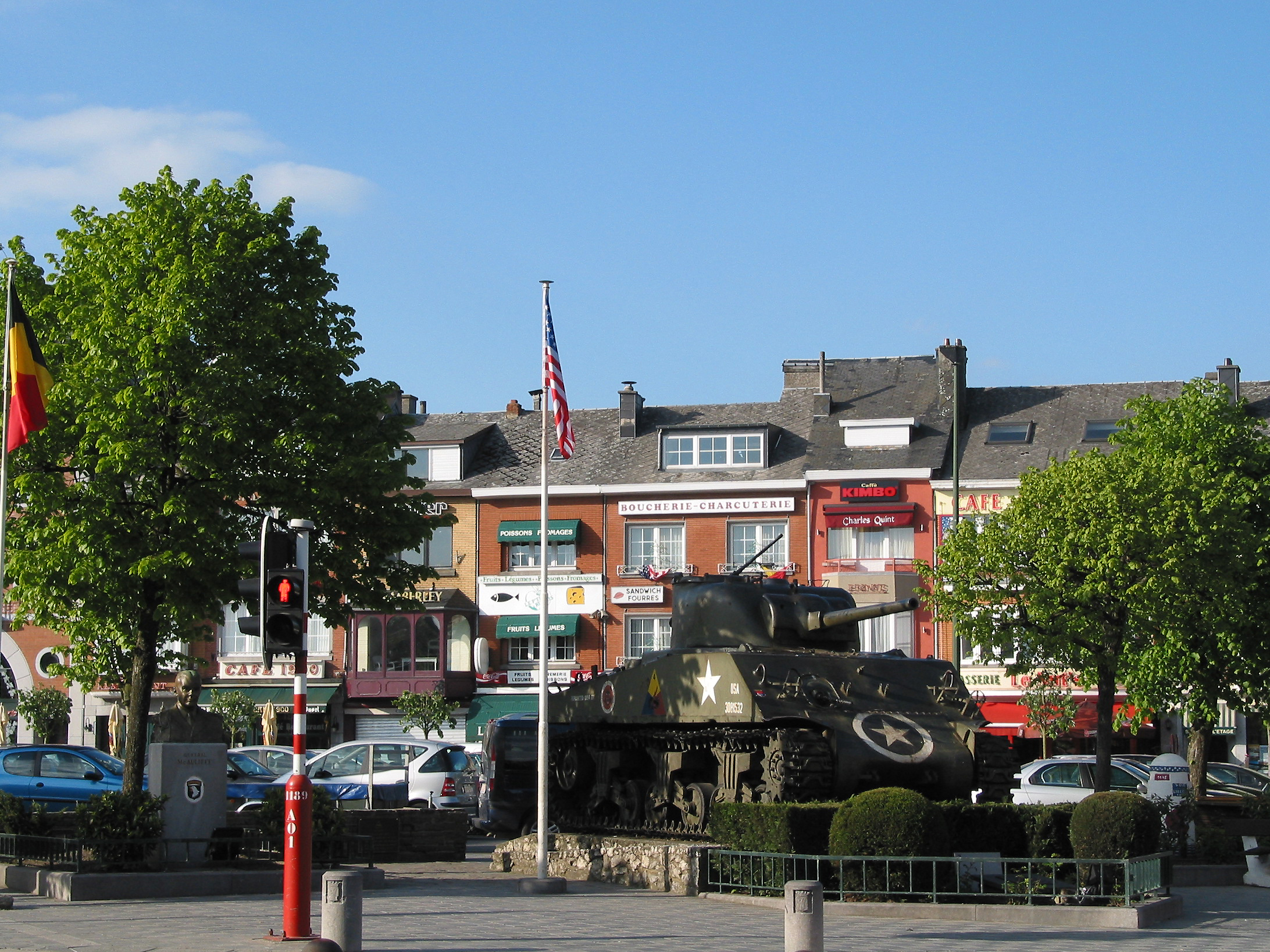
Plaza General Mc Auliffe, Bastoña.

Bastoña (en francés Bastogne, en neerlandés Bastenaken) es un municipio de Bélgica, situado dentro de la región de Valonia, en la provincia de Luxemburgo, colindante con el  país homónimo, en la zona conocida como Las Ardenas. En 2019 contaba con una población de 15.985 habitantes.
La ciudad es célebre por ser uno de los núcleos de la carrera ciclista Lieja-Bastoña-Lieja.

## Geografía

### Secciones del municipio
El municipio comprende los siguientes ex-municipios, que se fusionaron en 1977:
| - Bastoña - Longvilly - Noville - Villers-la-Bonne-Eau - Wardin |

## Demografía

### Evolución
Todos los datos históricos son relativos al actual municipio; el siguiente gráfico refleja su evolución demográfica, incluyendo municipios después de efectuada la fusión el 1 de enero de 1977.
| Gráfica de evolución demográfica de Bastoña entre 1846 y 2020 |
|                                                               |

## Historia
Villa perteneciente a la abadía de Prüm, unida al Electorado de Tréveris desde 1576, fue anexionada por Francia desde 1795 a 1814. El Congreso de Viena la incluye dentro del Reino Unido de los Países Bajos, hasta la revolución belga en 1830.
Bastoña fue también un punto clave en la batalla de las Ardenas, durante la Segunda Guerra Mundial. En diciembre de 1944, las tropas alemanas cercaron la ciudad, aislando a las unidades de la 101.ª División Aerotransportada del Ejército de los Estados Unidos. La ciudad cambió de manos varias veces durante la batalla, antes de que las tropas del General Patton la liberasen. Sufrió grandes daños durante los combates.